# Municipio de Dayton (condado de Marshall)
El municipio de Dayton (en inglés: Dayton Township) es un municipio ubicado en el condado de Marshall en el estado estadounidense de Dakota del Sur. En el año 2010 tenía una población de 19 habitantes y una densidad poblacional de 0,21 personas por km².

## Geografía
El municipio de Dayton se encuentra ubicado en las coordenadas 45°54′11″N 97°55′7″O / 45.90306, -97.91861. Según la Oficina del Censo de los Estados Unidos, el municipio tiene una superficie total de 92.55 km², de la cual 91,47 km² corresponden a tierra firme y (1,17 %) 1,08 km² es agua.

## Demografía
Según el censo de 2010, había 19 personas residiendo en el municipio de Dayton. La densidad de población era de 0,21 hab./km². De los 19 habitantes, el municipio de Dayton estaba compuesto por el 100 % blancos. Del total de la población el 0 % eran hispanos o latinos de cualquier raza.